# Eddie Hernández (beisbolista)
Eddie Jesús Hernandez (nacido en Caracas, Distrito Capital, Venezuela, el 18 de abril de 1999) es un beisbolista profesional venezolano que juega en la posición de 2B, en la Asociación Estadounidense de Béisbol Profesional , con los  Cleburne Railroaders.

## Carrera en el Béisbol

### 2015
El 29 de septiembre de 2015, Arizona Diamondbacks firmó a SS Eddie Hernández para un contrato de Ligas Menores de Béisbol.

### 2017
El 2 de junio de 2017, Eddie Hernández es asignado como 3B en DSL Diamondbacks 1 de la Dominican Summer League en la clase de Novato extranjero.
El 4 de agosto de 2017, Eddie Hernández es asignado como 2B con los AZL Diamondbacks de la Arizona League en la clase Rookie.
El 3 de septiembre de 2017,  Eddie Hernández es asignado como 2B con los Missoula Osprey de la Pioneer League.

### 2018
El joven Campocorto, Eddie Hernández, supo sacarle provecho a su habilidad de batear con fuerza con la derecha y la izquierda, para hacer el equipo de los Leones del Caracas. La pretemporada de Hernández fue tan buena y llamativa, para los ojos del estratega melenudo, que su rol en el equipo será de gran importancia. Desde las pequeñas ligas ha jugado la segunda y tercera base. En Ligas Menores de Béisbol en total ha jugado 12 juegos como campocorto, de 200 que ha participado como 2B y 3B, ser utility en el béisbol actual, fue de suma importancia, por la mayor cantidad de oportunidades que tendrá de jugar un pelotero. Con tan pocas primaveras cumplidas en su vida, Eddie Hernández cuenta con una virtud de batear a ambas manos. Lo mejor que le pudo suceder a un jugador tan joven, que desea crecer y enfocado en mejorar, fue contar con un gran maestro y quien más que el siempre efectivo en la Gran Carpa y emblema de los capitalinos, Antonio Armas. Participó con los Leones del Caracas para temporada 2018-2019  en la Liga Venezolana de Béisbol Profesional, hace su debut con el equipo el 14 de octubre de 2018 hasta el 3 de noviembre de 2018.